# 주승진
주승진(朱承進, 1975년 3월 12일 ~ )은 대한민국의 전 축구 선수이자 현 축구 지도자로 현역 시절 부산 아이파크, 울산 현대미포조선 돌고래, 대전 하나 시티즌 등에서 수비수로 활동했으며 이 중 가장 오랫동안 몸 담았던 팀은 대전 하나 시티즌으로 이 팀에서만 무려 5년동안 활약했다.

## 클럽 경력
1975년 3월 12일 전라북도 전주시에서 태어나 전주공업고등학교와 전주대학교를 거쳐 1998 K리그 드래프트에서 부산 대우 로얄즈에 번외 지명되면서 본격적으로 프로 생활을 시작했다.
그러나 부산에서의 치열한 주전 경쟁 구도 속에 출전 기회를 부여받지 못하면서 결국 1년만에 부산을 떠났고 이후 군 복무를 마친 뒤 2001년 실업 축구팀인 울산 현대미포조선 돌고래에 입단하여 2시즌동안 활동했다.
그 후 2003 시즌을 앞두고 대전 시티즌의 코치로 부임한 이영익 코치가 최윤겸 감독에게 주승진의 영입을 적극적으로 추천하면서 결국 대전 입단을 통해 약 5년만에 프로에 전격적으로 복귀했다.
그리고 2003 시즌부터 대전의 주축 수비수로 활약하며 6위라는 대전 구단 역사상 K리그 역대 최고 성적을 이끌었고 그 후 2006 시즌까지 대전의 수비라인을 든든히 지켜내며 2004년 리그컵 준우승, 2004년 FA컵 4강 진출 등을 이끌었다.
그러나 2007 시즌 도중 최윤겸 감독이 이영익 코치 폭행 파문으로 해임된 뒤 김호 감독이 대전의 새 사령탑으로 부임하면서 팀내 입지가 좁아졌고 결국 대전을 떠나 한재웅과의 1:1 트레이드를 통해 친정팀인 부산 아이파크로 10년만에 복귀했다.
10년만의 친정팀으로의 복귀 이후 2008 시즌 후반기부터 2009 시즌까지 활동하며 2009년 리그컵 준우승에 일조했으나 박진섭과 김창수의 주전 경쟁에서 밀렸고 결국 2009 시즌을 끝으로 11년간의 현역 생활을 마감했다.

## 지도자 경력
은퇴 후 모교인 전주공업고등학교 축구부 코치로 부임하며 지도자 생활을 시작했다.
2010년 수원 삼성 블루윙즈의 U-15 팀인 매탄중학교의 코치로 취임하였고, 2012년에 감독으로 승진하였다.
2016년 수원 삼성 블루윙즈의 U-18 팀인 매탄고등학교 감독으로 취임하였다.
2017 시즌을 앞두고 대전 시티즌의 감독으로 취임한 이영익으로부터 코치 제안을 받기도 하였으나, 거절하였다.
2018 시즌을 앞두고 과거 대전 시절 스승이였던 최윤겸 감독의 부름을 받아 부산 아이파크의 코치로 부임한다고 보도되었으나, 최종적으로 매탄고등학교에 잔류했다.
 이 때까지 그는 주로 유소년 축구계에서 지도자로 활동해 왔다.
2020년에는 수원 삼성 블루윙즈의 수석코치로 올라왔고, 이임생 감독이 사퇴하자 감독 대행을 맡았다. 그러나 팬들로부터 평가가 좋지 못했다. 당시 그는 아직 P급 지도자 자격을 취득하지 못했고, 때마침 예전에 신청했던 P급 지도자 자격 강습회의 수강 명단에도 탈락했다는 사실이 알려지면서 수원 삼성 블루윙즈 팬들의 원성이 더욱 커졌다. 결국 박건하가 새로 감독으로 선임되자 수원 삼성 블루윙즈의 유스 디렉터로 복귀하여 2022년까지 재임했고, 2023년에는 수원 삼성 블루윙즈의 스카우트 팀으로 이동했다.
2022년 3월부터 시작하는 P급 자격 강습회 명단에 오르며 공오균, 임중용 등과 함께 참가했다.
2023 시즌 중 김병수가 이병근의 후임으로 수원 삼성 블루윙즈의 감독이 됐고, 김병수의 부름을 받아 수석코치로 선임되고 2024년부터 다시 현장에 코치로 복귀했다.
하지만 2023년 9월에 김병수 감독이 해임되자, 수석코치 자리에서도 동반 퇴진했다.

## 플레이 스타일
저돌적이고 투지가 넘치는 측면 수비수이며, 공격 가담 능력이 좋아 침투 플레이에 능한 모습을 보였다.